# Онуфриев, Станислав Петрович

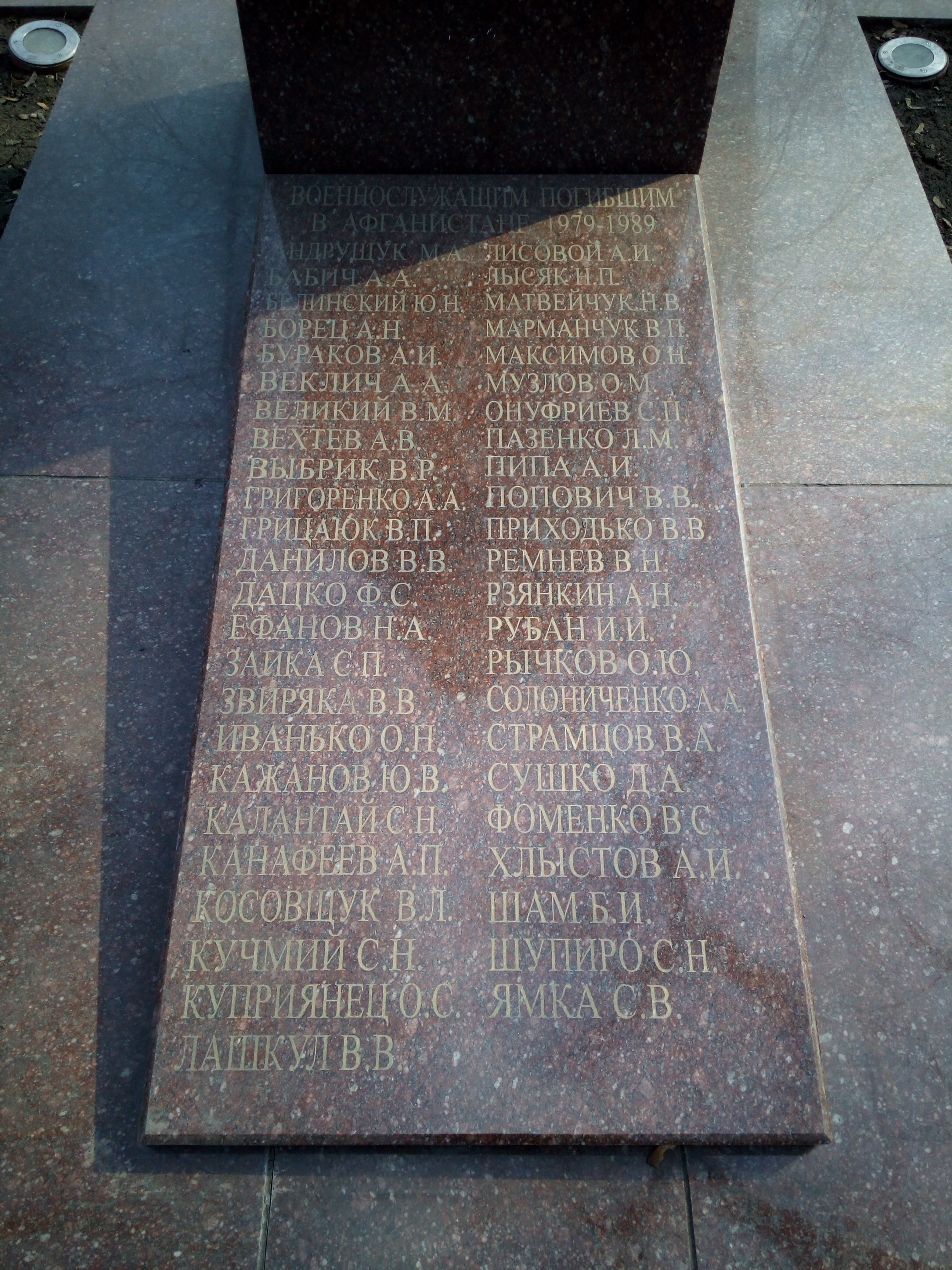
Имя на памятнике воинам-интернационалистам на Дзержинке (Кривой Рог)

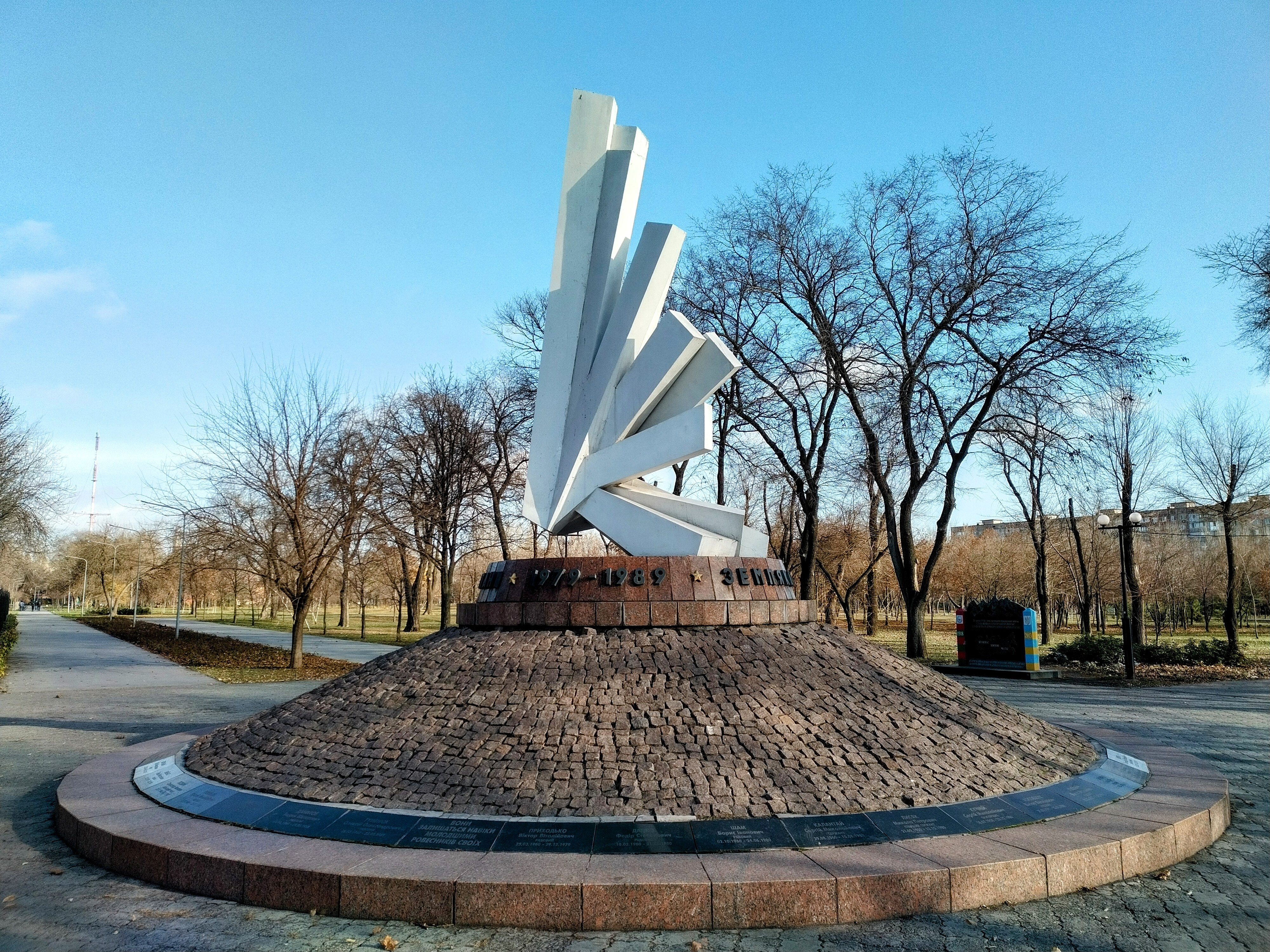
Имя на памятнике воинам-интернационалистам в Юбилейном парке (Кривой Рог)

Онуфриев Станислав Петрович (2 июня 1960, Кривой Рог, Днепропетровская область — 7 июня 1981, Афганистан) — советский военнослужащий, рядовой, механик-водитель БМП 1 мср, участник Афганской войны.

## Биография
Родился 2 июня 1960 года в городе Кривой Рог Днепропетровской области УССР в рабочей семье, русский.
Окончил среднюю школу № 65, работал столяром на заводе «Стройматериалы» в Кривом Роге. 
2 июля 1979 года призван в Вооружённые силы СССР Дзержинским районным военным комиссариатом Кривого Рога. В январе 1980 года в звании рядового направлен в состав ограниченного контингента советских войск в Афганистане, служил механиком-водителем БМП 101-го мотострелкового полка 5-й мотострелковой дивизии. Участвовал в 15 боевых выходах.
7 июня 1981 года погиб в ночном бою за кишлак Марадан при подрыве БТР на мине во время отражения нападения на командный пункт полка.
Похоронен в Кривом Роге на Центральном кладбище (участок 1, ряд 4, могила 128).

## Награды
- Орден Красной Звезды (посмертно)[1][2].

## Память
- Имя на памятнике воинам-интернационалистам Днепропетровщины, погибшим в Афганистане (Днепр)[4];
- Имя на памятнике воинам-интернационалистам на Дзержинке (Кривой Рог);
- Имя на памятнике воинам-интернационалистам в Юбилейном парке (Кривой Рог).